# Сельские собрания
Сельские собрания - органы местного самоуправления советского периода.

## РСФСР
В РСФСР это органы территориального общественного самоуправления.
Действовали в пределах сельских населённых пунктов (обычно мелких, крупные сёла имели сельские советы народных депутатов), соответствовали уличным собраниям в городе (у крупных улиц - квартальным собраниям). Избирали и отзывали сельские комитеты, заслушивали их отчёты, устанавливали количество членов сельских комитетов.
Согласно закону РФ "О местном самоуправлению" 1992 года также утверждали программы деятельности сельских комитетов и решение других вопросов, относящихся к компетенции органов территориального общественного самоуправления населения, затрагивающих интересы населения соответствующего села.
Согласно ФЗ РФ "Об общих принципах организации местного самоуправления" сельское собрание также устанавливает структуру органов территориального общественного самоуправления села, принимает устав села, вносит в него изменения и дополнения, утверждает сметы о расходах и доходах села, определяет основные направления деятельности самого себя и сельского комитета.
Созывались сельскими комитетами по согласованию с вышестоящими советами народных депутатов по мере необходимости. Состояли из всех жителей села старше 16 лет.
Сельские собрания считались правомочными если на них  присутствует не менее половины жителей села. Поправки к Конституции 1989 года дали сельским собрания право выдвигать кандидатов в народные депутаты, такое же право предусматривал и проект Конституции составленный в 1964 году, где сельские собрания названы "народными собраниями".

## Дальневосточная Республика
В Дальневосточной Республике это местные органы государственной власти на территории сёл.
Состояли из всех жителей села имеющих избирательные права. Обеспечивали исполнение всех законов на территории села и решали широкий круг вопросов сельской жизни. Решения сельских собраний носили обязательный характер.